# Йео Гим Сен
Йео Гим Сен (22 июня 1918, Ипох, Федерированные малайские государства — 3 июня 1993, Сингапур) — сингапурский государственный деятель, трижды исполнял обязанности президента города-государства Сингапур (1970—1971, 1981 и 1985). Спикер парламента Сингапура (1970—1989).

## Биография
Имел китайское происхождение. В 1940-х годах изучал медицину в Тринити-колледж (Кембридж), затем в Кембриджском университете. Работал врачом. В 1950 году стал членом Королевского колледжа хирургов Англии.
В 1951 году вернулся в Малайю, работал хирургом-консультантом в больнице общего профиля Сингапура. Был назначен профессором хирургии в университете Малайи (ныне Национальный университет Сингапура), был одним из первых местных жителей, которые заняли эту кафедру. С 1962 года занимался частной практикой, продолжал педагогическую деятельность в медицинских вузах.
Его политическая карьера началась в 1966 году, когда от Народной партии он был избран в парламент. Сохранял депутатский мандат до 1988 года. В 1968 году стал заместителем председателя парламента Сингапура, в 1970 году был избран председателем парламента.
Трижды исполнял обязанности президента Республики Сингапур (1970—1971, 1981 и 1985).
В 1977 году был назначен первым президентом Межпарламентской организации АСЕАН.
Отмечен звездой за государственную службу. Был активным ротарианцем и мировым судьей, а также председателем различных советов, в том числе Ассоциации по уходу за заключенными и Совета Университета Сингапура. Национальный университет Сингапура создал в его честь профессуру имени Йоха Гима Сенга в области хирургии.